# Georgina Rizk
Georgina Rizk, in arabo جورجينا رزق‎?, Ǧūrǧīnā Rizq, a volte citata come Georgina Risk (Beirut, 23 luglio 1953), è una modella libanese, incoronata Miss Universo 1971.

## Biografia
Ex Miss Libano 1970, la Rizk partecipò a Miss Universo 1971, che vinse, e a Miss Mondo 1980, senza ottenere però piazzamenti di rilievo. Dopo l'esperienza come Miss Universo diventò giudice per il concorso Miss Libano. È la prima delle uniche due Miss Universo mediorientali nella storia del concorso (l'altra è l'israeliana Rina Messinger, incoronata cinque anni dopo).
Georgina nel 1976 sposò Ali Hassan Salameh, terrorista palestinese, che nel 1979 fu assassinato in un attentato organizzato dal Mossad, come ritorsione (Operazione Collera di Dio) per il Massacro di Monaco di Baviera del 1972. In seguito, nel 1990, la modella sposò il cantante connazionale Walid Toufic, al quale ha dato due figli e con cui è attualmente legata.